# Music for the Masses Tour
Music for the Masses Tour - десятий концертний тур британської групи Depeche Mode.

## Треклист
1. "Pimpf" (Intro)
2. "Behind the Wheel"
3. "Strangelove"
4. "Sacred"
5. "Something to Do"
6. "Blasphemous Rumours"
7. "Stripped"
8. Виступ Мартіна Гора
  - "Pipeline"
9. Виступ Мартіна Гора
  - "The Things You Said"
  - "It Doesn't Matter"
10. "Black Celebration"
11. "Shake the Disease"
12. "Nothing"
  - "Pleasure, Little Treasure"
  - "Just Can't Get Enough"
13. "People Are People"
14. "A Question of Time"
15. "Never Let Me Down Again"
На біс 1
16. Виступ Мартіна Гора
  - "A Question of Lust"
17. "Master and Servant"
На біс 2
18. "Everything Counts"

|
1. Pimpf (Intro)
2. Behind the Wheel
3. Strangelove
4. Sacred
5. Something to Do
6. Blasphemous Rumours
7. Stripped
8. Never Turn Your Back on Mother Earth
9. Somebody
10. The Things You Said
11. It Doesn't Matter
12. Black Celebration
13. Shake the Disease
14. Nothing
15. Pleasure, Little Treasure
16. Master and Servant
17. People Are People
18. A Question of Time
19. Never Let Me Down Again
20. A Question of Lust
21. Just Can't Get Enough
22. Master and Servant
23. Everything Counts

## Концерти
1. 22 жовтня 1987 - Мадрид (Іспанія )
2. 23 жовтня 1987 -  Барселона  (Іспанія)
3. 25 жовтня 1987 -  Мюнхен  (Німеччина)
4. 26 жовтня 1987 -  Болонья  (Італія)
5. 27 жовтня 1987 - Рим  (Італія)
6. 29 жовтня 1987 -  Турин  (Італія)
7. 30 жовтня 1987 -  Мілан  (Італія)
8. 2 листопада 1987 - Stuttgart (ФРН)
9. 3 листопада 1987 - Франкфурт-на-Майні (Німеччина)
10. 4 листопада 1987 -  Ессен  (ФРН)
11. 6 листопада 1987 -  Кельн (Німеччина)
12. 7 листопада 1987 - Ганновер (Німеччина)
13. 9 листопада 1987 -  Берлін  (Німеччина)
14. 11 листопада 1987 - Людвіґсгафен-на-Рейні (Німеччина)
15. 12 листопада 1987 -  Цюрих  (Швейцарія)
16. 13 листопада 1987 -  Лозанна  (Швейцарія)
17. 16 листопада 1987 -  Париж (Франція)
18. 17 листопада 1987 - Париж (Франція)
19. 18 листопада 1987 - Париж (Франція)
20. 1 грудня 1987 -  Сан-Франциско  (США )
21. 4 грудня 1987 -  Лос-Анджелес  (США)
22. 5 грудня 1987 - Лос-Анджелес (США)
23. 7 грудня 1987 -  Сан-Дієго  (США)
24. 8 грудня 1987 - Фінікс (США)
25. 10 грудня 1987 -  Даллас  (США)
26. 12 грудня 1987 -  Чикаго  (США)
27. 14 грудня 1987 -  Торонто  (Канада)
28. 15 грудня 1987 -  Монреаль  (Канада)
29. 17 грудня 1987 - Ферфакс (США)
30. 18 грудня 1987 -  Нью-Йорк  (США)
31. 9 січня 1988 - Ньюпорт (Велика Британія)
32. 11 січня 1988 -  Лондон  (Велика Британія)
33. 12 січня 1988 - Лондон (Велика Британія)
34. 15 січня 1988 -  Бірмінгем  (Велика Британія)
35. 16 січня 1988 - Вітлі Бей (Велика Британія)
36. 17 січня 1988 -  Единбург  (Велика Британія)
37. 19 січня 1988 -  Манчестер  (Велика Британія)
38. 20 січня 1988 -  Шеффілд  (Велика Британія)
39. 21 січня 1988 -  Бредфорд  (Велика Британія)
40. 23 січня 1988 -  Борнмут  (Велика Британія)
41. 24 січня 1988 -  Брайтон  (Велика Британія)
42. 6 лютого 1988 -  Гамбург  (ФРН)
43. 7 лютого 1988 - Гамбург (Німеччина)
44. 9 лютого 1988 -  Дортмунд  (ФРН)
45. 10 лютого 1988 -  Ольденбург  (Німеччина)
46. 12 лютого 1988 -  Стокгольм  (Швеція)
47. 13 лютого 1988 -  Гетеборг  (Швеція)
48. 15 лютого 1988 -  Осло  (Норвегія)
49. 17 лютого 1988 -  Копенгаген  (Данія)
50. 18 лютого 1988 - Копенгаген (Данія)
51. 19 лютого 1988 - Кіль (Німеччина)
52. 21 лютого 1988 -  Брюссель  (Бельгія)
53. 23 лютого 1988 -  Лілль  (Франція)
54. 25 лютого 1988 - Брест (Франція)
55. 26 лютого 1988 -  Нант  (Франція)
56. 27 лютого 1988 -  Бордо  (Франція)
57. 29 лютого 1988 -  Тулуза  (Франція)
58. 1 березня 1988 - Montpellier ]] (Франція)
59. 2 березня 1988 -  Ліон  (Франція)
60. 4 березня 1988 -  Безансон  (Франція)
61. 5 березня 1988 -  Страсбург  (Франція)
62. 7 березня 1988 -  Східний Берлін  (Східна Німеччина)
63. 9 березня 1988 -  Будапешт  (Угорщина)
64. 10 березня 1988 - Будапешт (Угорщина)
65. 11 березня 1988 -  Прага  (Чехословаччина)
66. 13 березня 1988 -  Відень  (Австрія)
67. 18 квітня 1988 -  Осака  ( Японія)
68. 19 квітня 1988 -  Нагоя  (Японія)
69. 21 квітня 1988 -  Токіо  (Японія)
70. 22 квітня 1988 - Токіо (Японія)
71. 29 квітня 1988 - Mountainview (США)
72. 30 квітня 1988 - Сакраменто  (США)
73. 2 травня 1988 -  Сієтл  (США)
74. 4 травня 1988 -  Ванкувер  (Канада)
75. 5 травня 1988 - Портленд  (США)
76. 6 травня 1988 - Портленд (США)
77. 8 травня 1988 -  Солт-Лейк-Сіті  (США)
78. 9 травня 1988 -  Денвер  (США)
79. 11 травня 1988 - Остін  (США)
80. 13 травня 1988 -  Арлингтон (США)
81. 14 травня 1988 -  Х'юстон  (США)
82. 15 травня 1988 -  Новий Орлеан (США)
83. 17 травня 1988 - Сідар-Рапідс (США)
84. 18 травня 1988 -  Міннеаполіс  (США)
85. 20 травня 1988 -  Чикаго  (США)
86. 21 травня 1988 - Кларкстон (США)
87. 22 травня 1988 -  Цинциннаті  (США)
88. 24 травня 1988 -  Нешвілл  (США)
89. 25 травня 1988 -  Атланта  (США)
90. 27 травня 1988 -  Філадельфія  (США)
91. 28 травня 1988 - Колумбія (США)
92. 30 травня 1988 -  Клівленд  (США)
93. 1 червня 1988 - Іст-Резерфорд (США)
94. 3 червня 1988 - Wantagh (США)
95. 4 червня 1988 - Wantagh (США)
96. 7 червня 1988 - Менсфілд (США)
97. 8 червня 1988 -  Монреаль  (Канада)
98. 9 червня 1988 -  Торонто  (Канада)
99. 11 червня 1988 -  Піттсбург (США)
100. 15 червня 1988 - Фінікс (США)
101. 18 червня 1988 -  Пасадена  (США)